# Mortes em junho de 2018
Mortes em 2018: ← Janeiro – Fevereiro – Março – Abril – Maio – Junho – Julho – Agosto – Setembro – Outubro – Novembro – Dezembro →
Esta é uma relação de pessoas notáveis que morreram durante o mês de junho de 2018, listando nome, nacionalidade, ocupação e ano de nascimento.

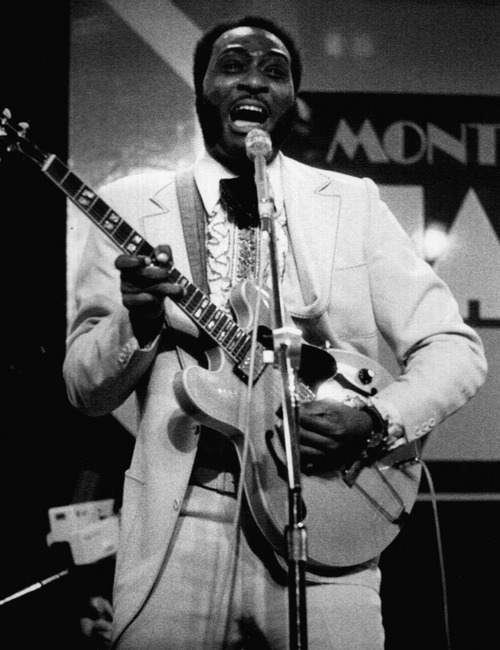
Eddy Clearwater, cantor americano.

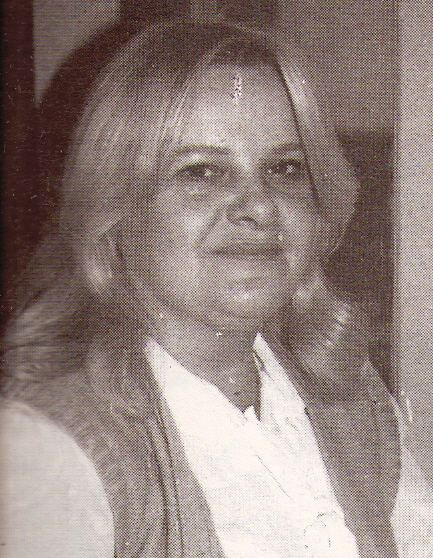
Poldy Bird, escritora argentina.

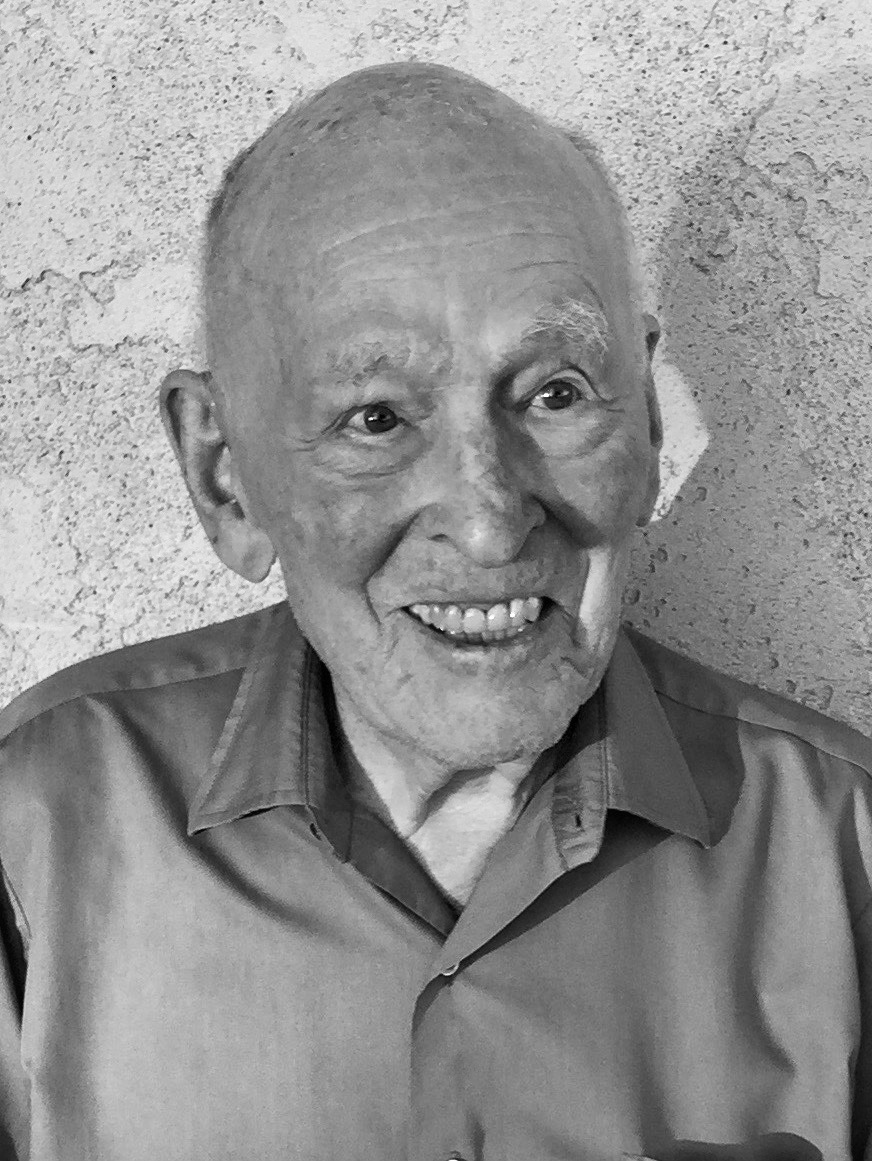
Paul D. Boyer, químico estadunidense.

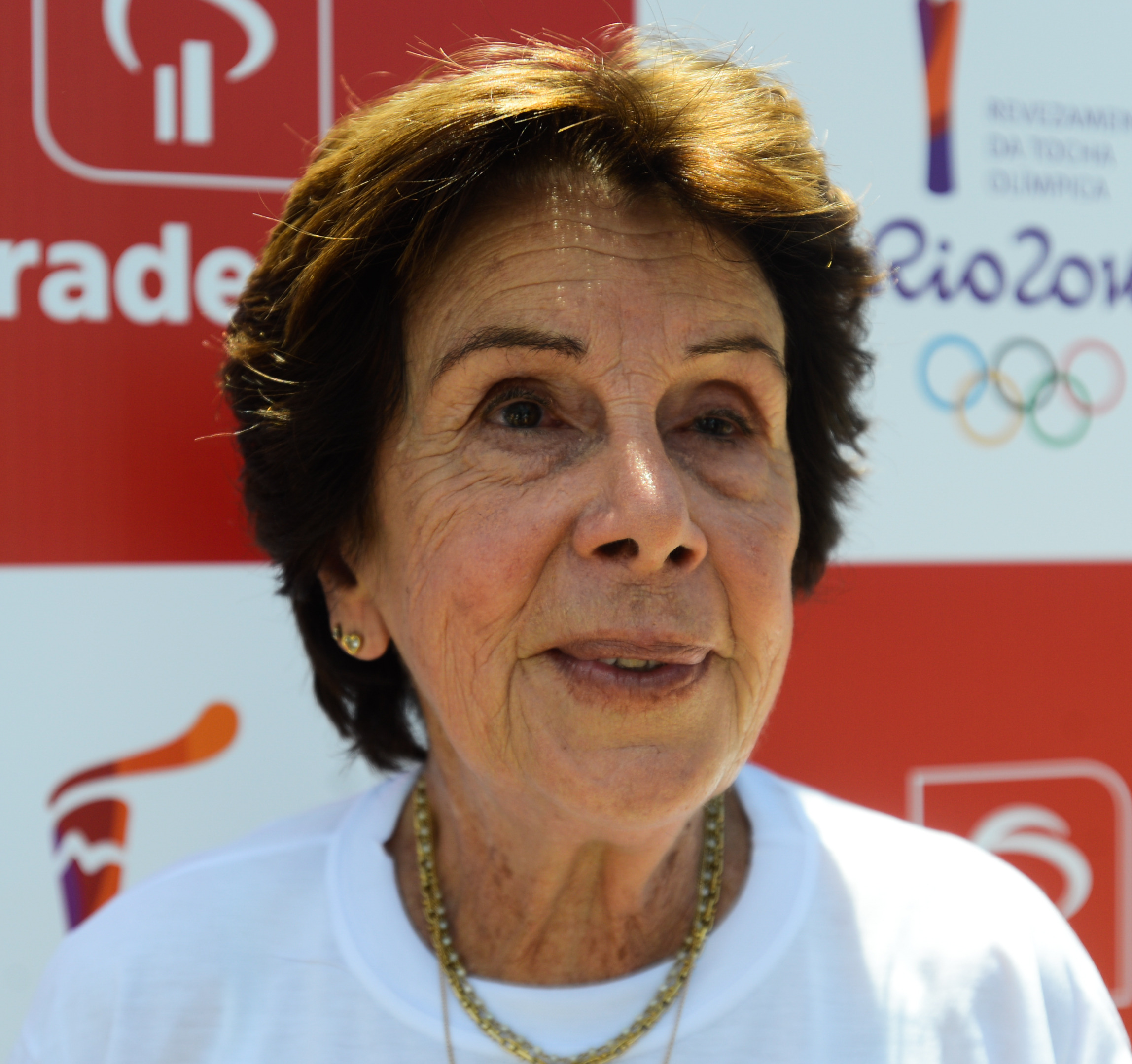
Maria Esther Bueno, tenista brasileira.

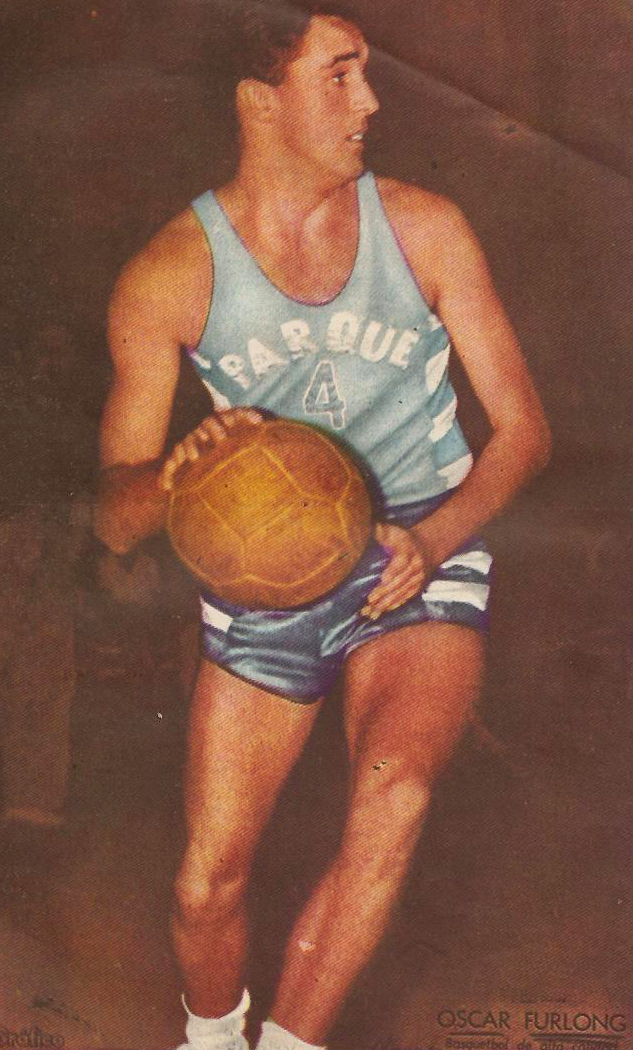
Oscar Furlong, basquetebolista argentino.

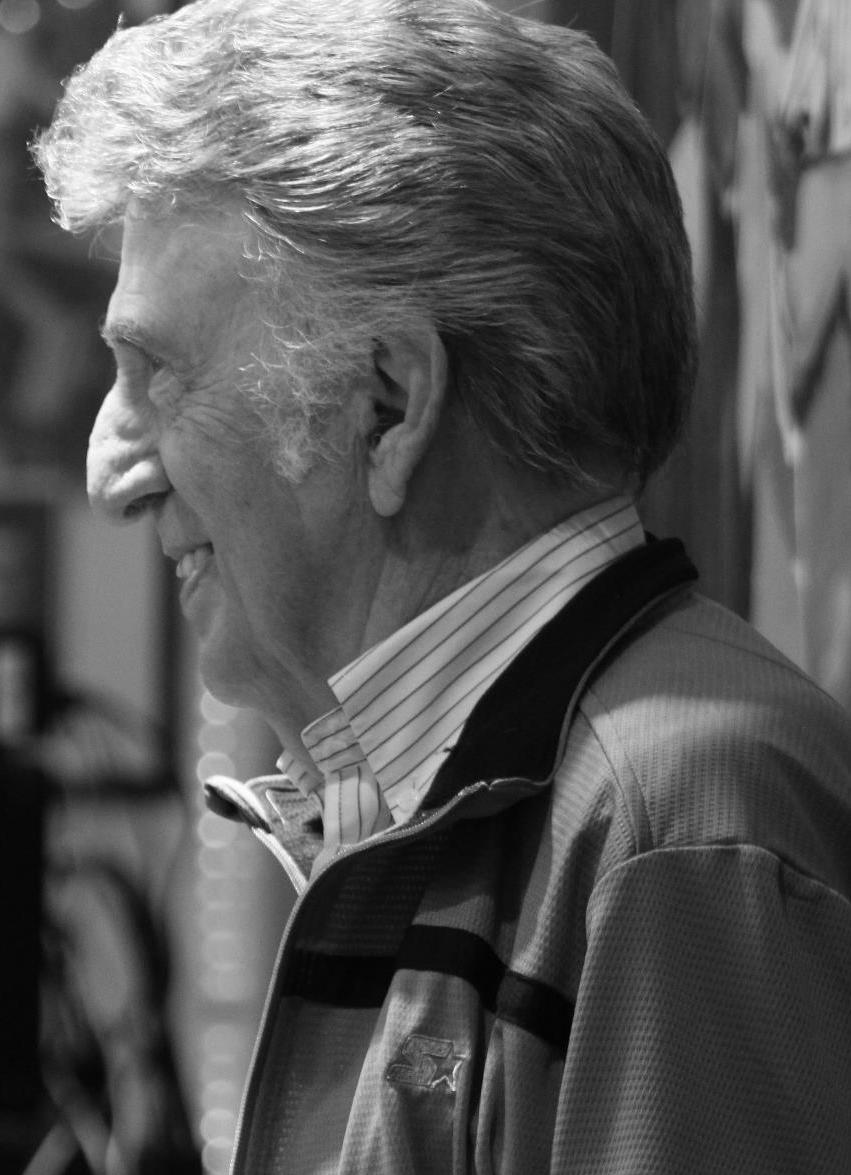
D. J. Fontana, músico estadunidense.

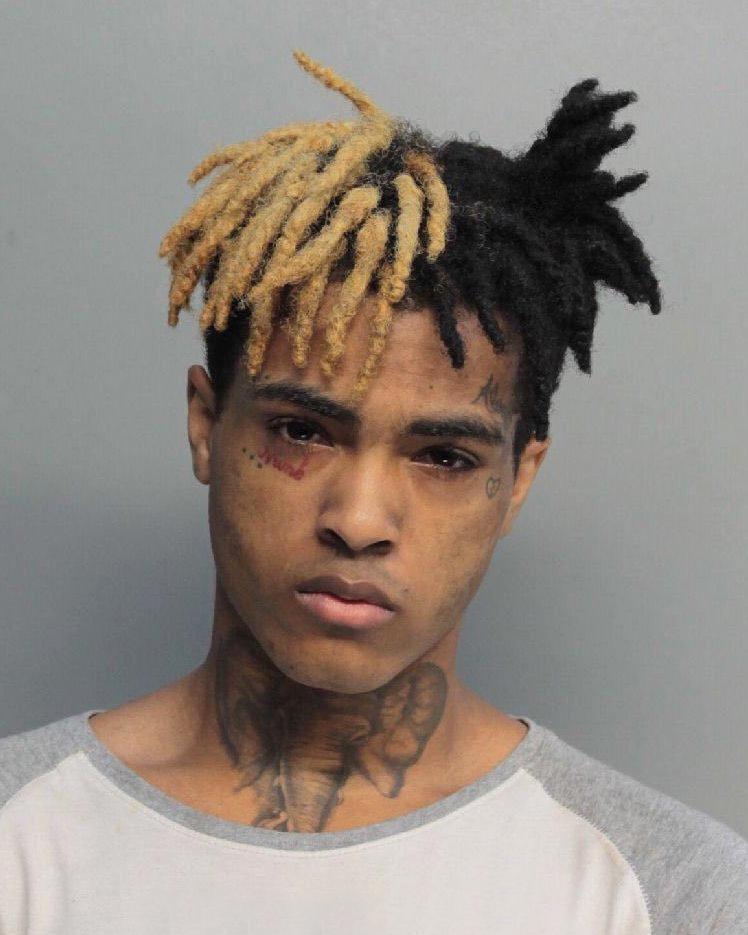
Xxxtentacion, rapper americano.

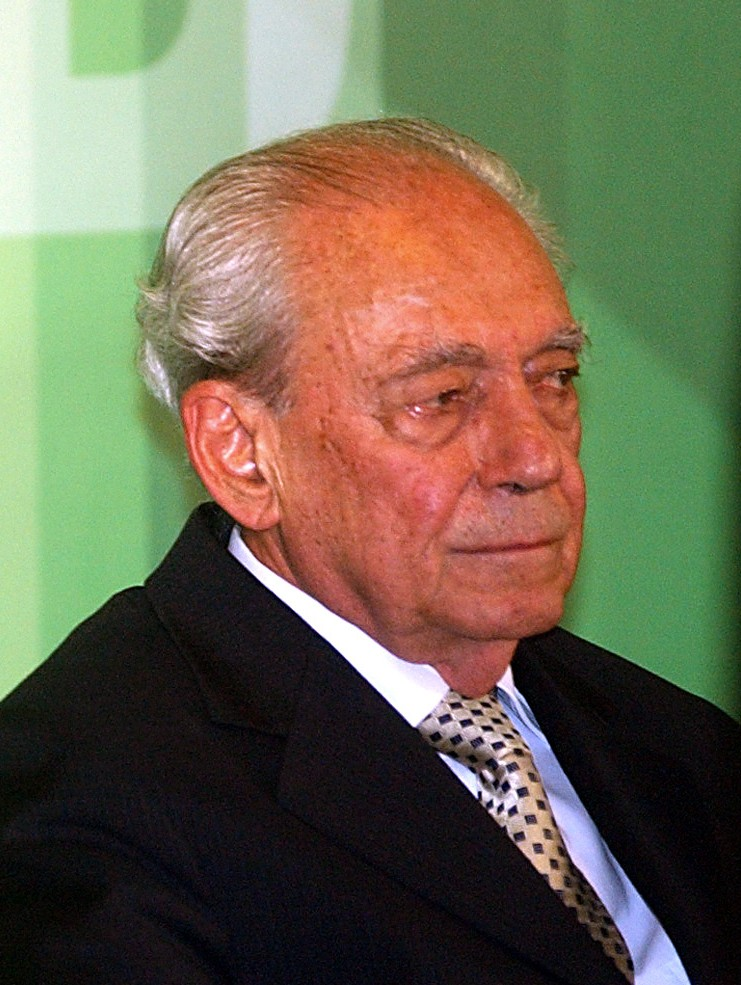
Waldir Pires, político brasileiro.

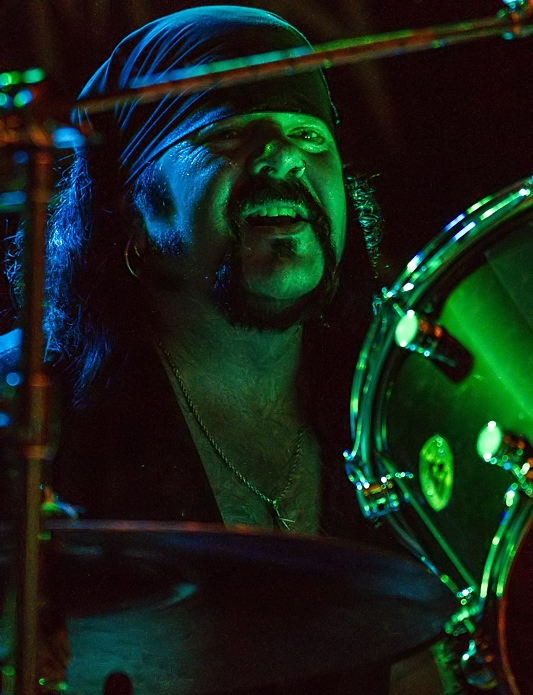
Vinnie Paul Abbott, baterista estadunidense.

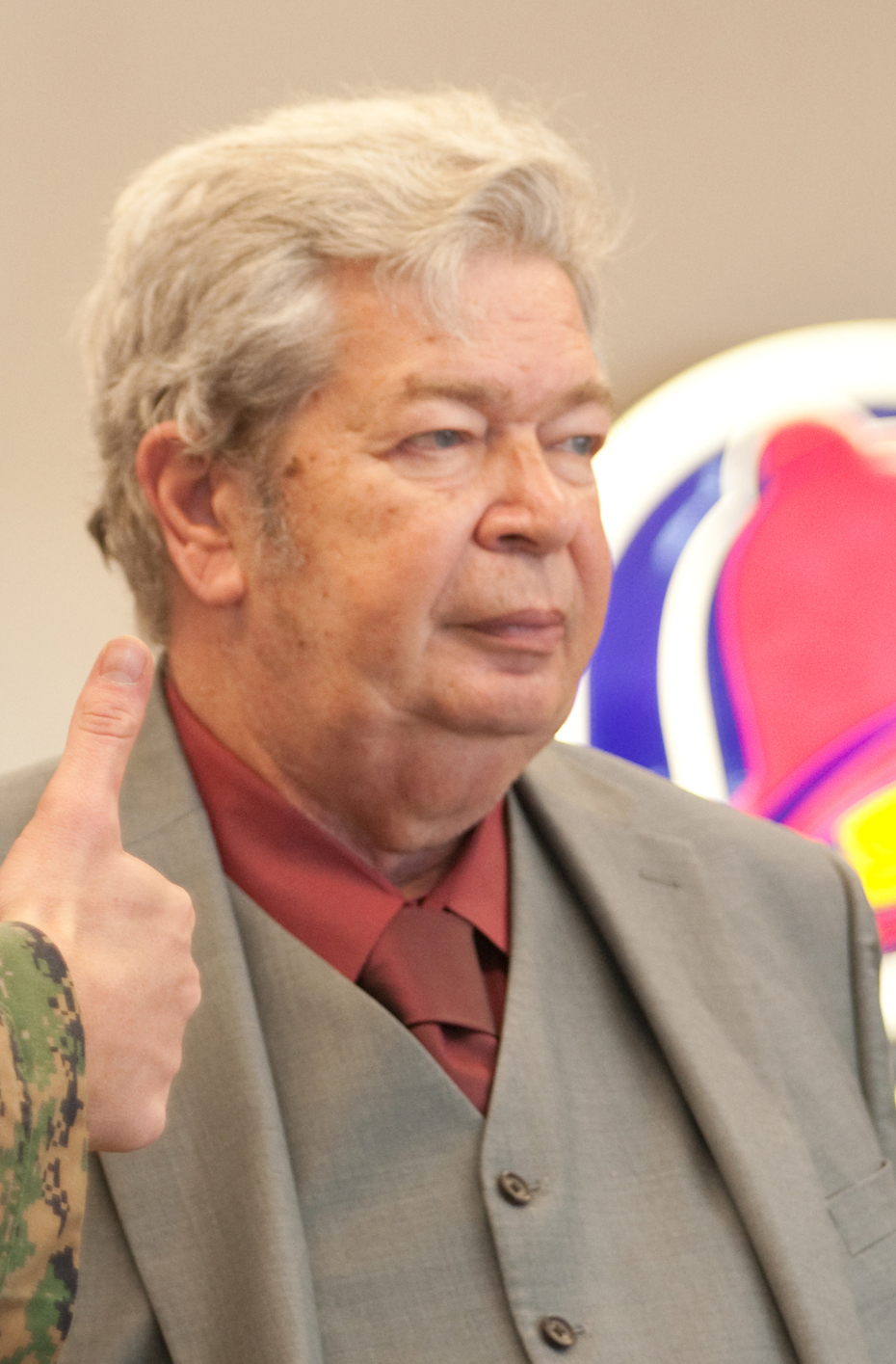
Richard Benjamin Harrison, executivo estadunidense.

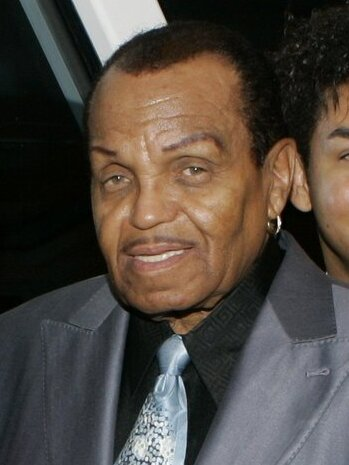
Joseph Jackson, pai de Michael Jackson.

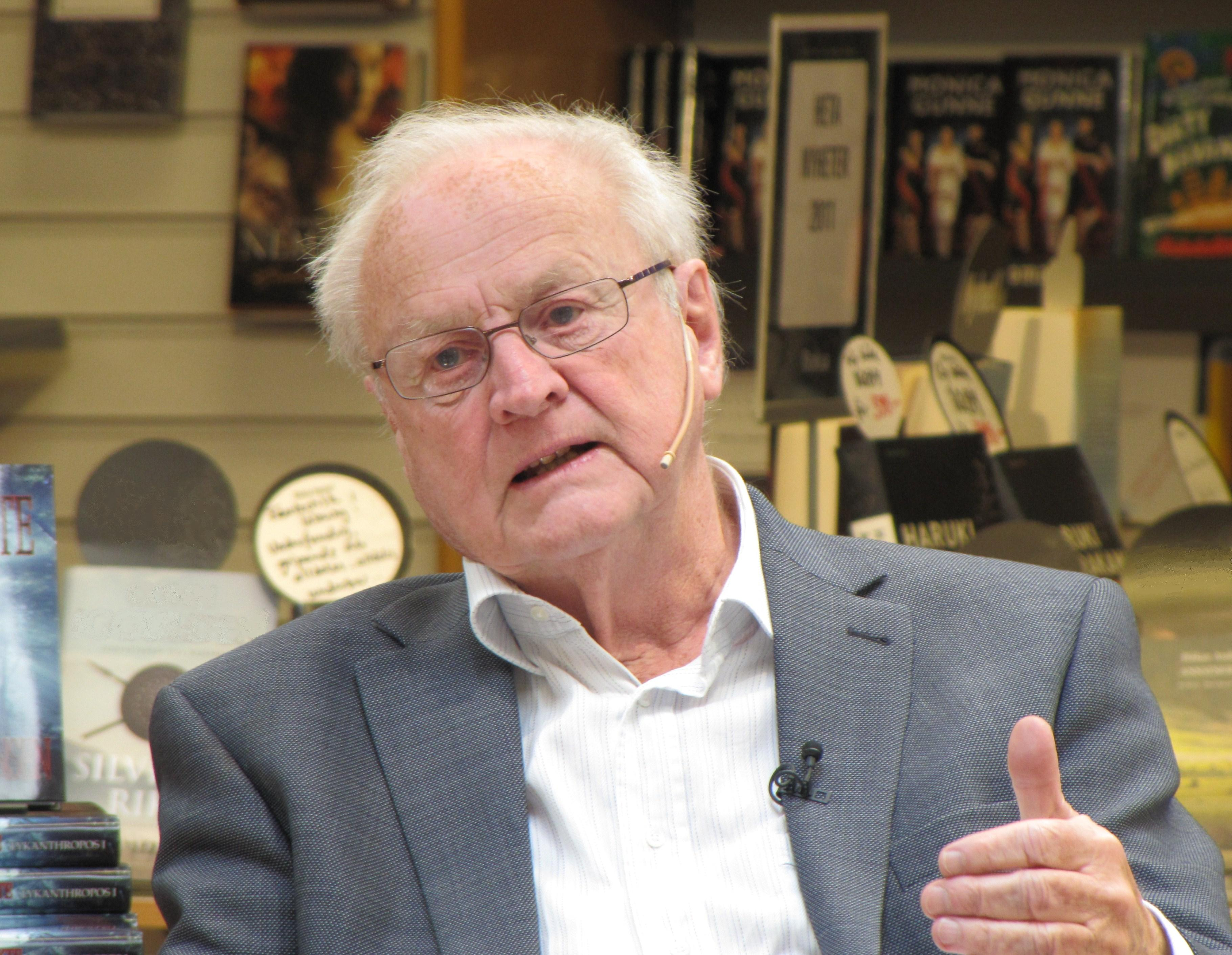
Arvid Carlsson, farmacologista sueco.

| Dia | Nome                                     | Profissão ou motivo de reconhecimento   | Nacionalidade        | Ano de nasc. | Ref     |
| --- | ---------------------------------------- | --------------------------------------- | -------------------- | ------------ | ------- |
| 1   | Cidinha Milan                            | Atriz                                   | Brasil               | 1948         | [ 1 ]   |
| 1   | Sinan Sakić                              | Músico                                  | Sérvia               | 1956         | [ 2 ]   |
| 1   | Hilmar Hoffmann                          | Político                                | Alemanha             | 1925         | [ 3 ]   |
| 1   | John Julius Norwich                      | Historiador                             | Reino Unido          | 1929         | [ 4 ]   |
| 1   | Giancarlo Ghirardi                       | Físico                                  | Itália               | 1935         | [ 5 ]   |
| 1   | Jean-Claude Boulard                      | Político                                | França               | 1943         | [ 6 ]   |
| 1   | Eddy Clearwater                          | Cantor                                  | Estados Unidos       | 1935         | [ 7 ]   |
| 1   | Poldy Bird                               | Escritora                               | Argentina            | 1941         | [ 8 ]   |
| 1   | Jill Ker Conway                          | Historiadora                            | Austrália            | 1934         | [ 9 ]   |
| 1   | Alejandro Peñaranda                      | Futebolista                             | Colômbia             | 1993         | [ 10 ]  |
| 1   | René Séjourné                            | Bispo                                   | França               | 1930         | [ 11 ]  |
| 1   | William Edward Phipps                    | Ator                                    | Estados Unidos       | 1922         | [ 12 ]  |
| 1   | Álvaro Lapuerta                          | Político                                | Espanha              | 1927         | [ 13 ]  |
| 1   | Flaviano Amatulli Valente                | Sacerdote                               | Itália               | 1938         | [ 14 ]  |
| 1   | Razan al-Najjar                          | Enfermeira e ativista                   | Palestina            | 1996         | [ 15 ]  |
| 1   | Robert Clotworthy                        | Saltador de trampolim                   | Estados Unidos       | 1931         | [ 16 ]  |
| 2   | Malcolm Morley                           | Artista                                 | Reino Unido          | 1931         | [ 17 ]  |
| 2   | Irenäus Eibl-Eibesfeldt                  | Autor                                   | Áustria              | 1928         | [ 18 ]  |
| 2   | Vida Ghahremani                          | Atriz                                   | Irão/ Estados Unidos | 1936         | [ 19 ]  |
| 2   | André Desvages                           | Ciclista                                | França               | 1944         | [ 20 ]  |
| 2   | Braz de Assis                            | Politico                                | Brasil               | 1928         | [ 21 ]  |
| 2   | Emil Wolf                                | Físico                                  | Chéquia              | 1922         | [ 22 ]  |
| 2   | Paul Delos Boyer                         | Químico                                 | Estados Unidos       | 1918         | [ 23 ]  |
| 3   | Miguel Obando Bravo                      | Cardeal                                 | Nicarágua            | 1926         | [ 24 ]  |
| 3   | Jerry Hopkins                            | Escritor                                | Estados Unidos       | 1935         | [ 25 ]  |
| 3   | Frank Carlucci                           | Político e diplomata                    | Estados Unidos       | 1930         | [ 26 ]  |
| 3   | Mario Toros                              | Político                                | Itália               | 1922         | [ 27 ]  |
| 3   | Johnnie Keyes                            | Ator pornográfico                       | Estados Unidos       | 1940         | [ 28 ]  |
| 4   | Dwight Clark                             | Jogador de futebol americano            | Estados Unidos       | 1957         | [ 29 ]  |
| 4   | Walter Eich                              | Futebolista                             | Suíça                | 1925         | [ 30 ]  |
| 4   | Gilbert Trausch                          | Historiador                             | Luxemburgo           | 1931         | [ 31 ]  |
| 4   | Aleksey Desyatchikov                     | Corredor de corridas                    | Rússia               | 1932         | [ 32 ]  |
| 4   | Canel Konvur                             | Atleta                                  | Turquia              | 1939         | [ 33 ]  |
| 5   | Jānis Bojārs                             | Atleta                                  | Letônia              | 1956         | [ 34 ]  |
| 5   | Daša Drndić                              | Escritora                               | Croácia              | 1946         | [ 35 ]  |
| 5   | Kate Spade                               | Designer de moda                        | Estados Unidos       | 1962         | [ 36 ]  |
| 6   | Kira Muratova                            | Diretora, roteirista e atriz            | Moldávia/ Ucrânia    | 1934         | [ 37 ]  |
| 6   | Ralph Santolla                           | Guitarrista                             | Estados Unidos       | 1969         | [ 38 ]  |
| 6   | Mary Wilson, Baronesa Wilson de Rievaulx | Poetisa                                 | Reino Unido          | 1916         | [ 39 ]  |
| 6   | Teddy Johnson                            | Animador                                | Reino Unido          | 1920         | [ 40 ]  |
| 6   | Alan O'Neill                             | Ator                                    | Irlanda              | 1971         | [ 41 ]  |
| 6   | Máteia Mátevski                          | Poeta                                   | Turquia              | 1929         | [ 42 ]  |
| 7   | Minken Fosheim                           | Atriz                                   | Noruega              | 1956         | [ 43 ]  |
| 7   | Arie den Hartog                          | Ciclista de estrada                     | Países Baixos        | 1941         | [ 44 ]  |
| 7   | David Douglas Duncan                     | Fotojornalista                          | Estados Unidos       | 1916         | [ 45 ]  |
| 7   | José Marfil Peralta                      | Soldado                                 | Espanha              | 1921         | [ 46 ]  |
| 8   | Anthony Bourdain                         | Chef e personalidade da TV              | Estados Unidos       | 1956         | [ 47 ]  |
| 8   | Maria Esther Bueno                       | Tenista                                 | Brasil               | 1939         | [ 48 ]  |
| 8   | Per Ahlmark                              | Político                                | Suécia               | 1939         | [ 49 ]  |
| 8   | Danny Kirwan                             | Músico                                  | Reino Unido          | 1950         | [ 50 ]  |
| 8   | Mococa                                   | Futebolista                             | Brasil               | 1958         | [ 51 ]  |
| 8   | Eunice Gayson                            | Atriz                                   | Reino Unido          | 1928         | [ 52 ]  |
| 8   | Liu Yichang                              | Escritor                                | China                | 1918         | [ 53 ]  |
| 8   | Jutta Nardenbach                         | Futebolista                             | Alemanha             | 1968         | [ 54 ]  |
| 8   | Jackson Odell                            | Ator e músico                           | Estados Unidos       | 1997         | [ 55 ]  |
| 9   | Lorraine Gordon                          | Autora de música                        | Estados Unidos       | 1922         | [ 56 ]  |
| 9   | Zhang Junzhao                            | Diretor e roteirista                    | China                | 1952         | [ 57 ]  |
| 9   | Fadil Vokrri                             | Futebolista e dirigente esportivo       | Kosovo               | 1957         | [ 58 ]  |
| 9   | Kenyatta Jones                           | Jogador de futebol americano            | Estados Unidos       | 1979         | [ 59 ]  |
| 9   | Françoise Bonnot                         | Editora cinematográfica                 | França               | 1939         | [ 60 ]  |
| 9   | Reinhard Hardegen                        | Oficial                                 | Alemanha             | 1913         | [ 61 ]  |
| 9   | Richard Bube                             | Físico                                  | Estados Unidos       | 1927         | [ 62 ]  |
| 10  | Ras Kimono                               | Artista musical                         | Nigéria              | 1958         | [ 63 ]  |
| 10  | Stan Anderson                            | Futebolista                             | Reino Unido          | 1933         | [ 64 ]  |
| 10  | Liliana Ross                             | Atriz e diretora                        | Itália/ Chile        | 1939         | [ 65 ]  |
| 10  | André Pourny                             | Pólitico                                | França               | 1928         | [ 66 ]  |
| 10  | Axel Schmidt                             | Velejador                               | Brasil               | 1939         | [ 67 ]  |
| 11  | Roman Kłosowski                          | Ator                                    | Polónia              | 1929         | [ 68 ]  |
| 11  | Oscar Furlong                            | Basquetebolista                         | Argentina            | 1927         | [ 69 ]  |
| 11  | Norma Bessouet                           | Pintora                                 | Argentina            | 1940         | [ 70 ]  |
| 12  | Jon Hiseman                              | Baterista                               | Reino Unido          | 1944         | [ 71 ]  |
| 12  | Wayne Dockery                            | Cantor                                  | Estados Unidos       | 1941         | [ 72 ]  |
| 12  | Antônio Carlos Konder Reis               | Político                                | Brasil               | 1924         | [ 73 ]  |
| 12  | Keith Fahnhorst                          | Jogador de futebol americano            | Estados Unidos       | 1952         | [ 74 ]  |
| 12  | Zé Carlos                                | Jogador de futebol                      | Brasil               | 1945         | [ 75 ]  |
| 13  | Charles Vinci                            | Halterofilista                          | Estados Unidos       | 1933         | [ 76 ]  |
| 13  | Carlos Eduardo Weyrauch                  | Cantor, compositor e músico             | Brasil               | 1946         | [ 77 ]  |
| 14  | Stanislav Govorukhin                     | Diretor de cinema                       | Rússia               | 1936         | [ 78 ]  |
| 14  | Ettore Romoli                            | Político                                | Itália               | 1938         | [ 79 ]  |
| 14  | Vincent R. Gray                          | Químico                                 | Reino Unido          | 1922         | [ 80 ]  |
| 15  | Leslie Grantham                          | Ator                                    | Reino Unido          | 1947         | [ 81 ]  |
| 15  | D. J. Fontana                            | Músico                                  | Estados Unidos       | 1931         | [ 82 ]  |
| 15  | Matt Murphy                              | Músico                                  | Estados Unidos       | 1929         | [ 83 ]  |
| 15  | Darío Villalba                           | Pintor, patinador artístico e fotógrafo | Espanha              | 1939         | [ 84 ]  |
| 15  | Carlos Patati                            | Quadrinista, roteirista e pesquisador   | Brasil               | 1960         | [ 85 ]  |
| 16  | Gennady Rozhdestvensky                   | Maestro                                 | Rússia               | 1931         | [ 86 ]  |
| 17  | Cacilda Lanuza                           | Atriz                                   | Brasil               | 1930         | [ 87 ]  |
| 17  | Elizabeth Brackett                       | Jornalista, política e escritora        | Estados Unidos       | 1941         | [ 88 ]  |
| 18  | Walter Bahr                              | Futebolista                             | Estados Unidos       | 1927         | [ 89 ]  |
| 18  | XXXTentacion                             | Rapper                                  | Estados Unidos       | 1998         | [ 90 ]  |
| 18  | Eliezer Batista                          | Empresário, engenheiro e ex-ministro    | Brasil               | 1924         | [ 91 ]  |
| 18  | Big Van Vader                            | Lutador profissional                    | Estados Unidos       | 1957         | [ 92 ]  |
| 19  | Sergio Gonella                           | Árbitro de futebol                      | Itália               | 1933         | [ 93 ]  |
| 19  | Efrén Echeverría                         | Músico                                  | Paraguai             | 1932         | [ 94 ]  |
| 19  | Isabel de Dinamarca                      | Princesa                                | Dinamarca            | 1935         | [ 95 ]  |
| 20  | Peter Thomson                            | Jogador de golfe                        | Austrália            | 1929         | [ 96 ]  |
| 20  | Dante Caputo                             | Diplomata e político                    | Argentina            | 1943         | [ 97 ]  |
| 21  | Armando Merodio                          | Futebolista                             | Espanha              | 1935         | [ 98 ]  |
| 21  | Grigory Barenblatt                       | Matemático                              | Rússia               | 1927         | [ 99 ]  |
| 22  | Waldir Pires                             | Político                                | Brasil               | 1926         | [ 100 ] |
| 22  | Vinnie Paul Abbott                       | Baterista                               | Estados Unidos       | 1964         | [ 101 ] |
| 22  | Halina Aszkiełowicz                      | Jogadora de voleibol                    | Polónia              | 1947         | [ 102 ] |
| 23  | Alberto Fouilloux                        | Futebolista                             | Chile                | 1940         | [ 103 ] |
| 24  | Josip Pirmajer                           | Futebolista e treinador                 | Eslovênia            | 1944         | [ 104 ] |
| 24  | Xiomara Alfaro                           | Cantora                                 | Cuba                 | 1930         | [ 105 ] |
| 25  | Richard Benjamin Harrison                | Executivo e personalidade de TV         | Estados Unidos       | 1941         | [ 106 ] |
| 25  | Ivo Bender                               | Dramaturgo e tradutor                   | Brasil               | 1936         | [ 107 ] |
| 26  | Henri Namphy                             | Militar e político                      | Haiti                | 1932         | [ 108 ] |
| 27  | Vladimir Uspensky                        | Matemático                              | Rússia               | 1930         | [ 109 ] |
| 27  | Joseph Jackson                           | Pai de Michael Jackson                  | Estados Unidos       | 1928         | [ 110 ] |
| 28  | Domenico Losurdo                         | Filósofo e escritor                     | Itália               | 1941         | [ 111 ] |
| 28  | Harlan Ellison                           | Escritor                                | Estados Unidos       | 1934         | [ 112 ] |
| 28  | Miguel Fenelon Câmara Filho              | Arcebispo                               | Brasil               | 1925         | [ 113 ] |
| 29  | Irena Szewińska                          | Atleta                                  | União Soviética      | 1946         | [ 114 ] |
| 29  | Jacques Madubost                         | Atleta                                  | França               | 1944         | [ 115 ] |
| 29  | Arvid Carlsson                           | Farmacologista                          | Suécia               | 1923         | [ 116 ] |
| 29  | Jailson Mendes                           | Ator pornográfico e youtuber            | Brasil               | 1970         | [ 117 ] |
| 30  | José Antonio Zaldúa                      | Futebolista                             | Espanha              | 1941         | [ 118 ] |